# Chusquea coronalis
Chusquea coronalis är en gräsart som beskrevs av Thomas Robert Soderstrom och C.E.Calderon. Chusquea coronalis ingår i släktet Chusquea och familjen gräs. Inga underarter finns listade i Catalogue of Life.